# Satsuma (domena feudalna)
Satsuma (jap. 薩摩藩 Satsuma-han) – domena feudalna (han) w Japonii w okresie Edo, usytuowana w południowej części wyspy Kiusiu. W jej skład wchodziły prowincje: Satsuma, Ōsumi, część prowincji Hyūga oraz północna część wysp Riukiu (Amami, Tokara, Ōsumi). Od 1609 r. podlegało jej także Królestwo Riukiu. Za pośrednictwem Riukiu, Satsuma prowadziła handel z Chinami, będąc obok Nagasaki, Cuszimy i Ezo, jednym z czterech okien Japonii na świat w okresie samoizolacji (sakoku). Od XII w. Satsumą rządził ród Shimazu.
W okresie Meiji Satsuma została podzielona na prefektury: Miyazaki i Kagoshima.